# Alexandre (neto de Herodes)
Alexandre foi um neto de Herodes, o Grande. Além de Herodes, ele descendia de várias outras famílias reais, como os reis da Capadócia e, provavelmente, os reis da Armênia e os selêucidas. Seu irmão e seu filho foram reis da Armênia.

## Família
Seus pais se chamavam Alexandre e Glafira, que tinham dois (ou três) filhos, dos quais se conhece o nome de dois, este Alexandre e Tigranes.
Seu pai, Alexandre, era filho de Herodes, o Grande e Mariane, a neta de Hircano. Sua mãe, Glafira, era filha de Arquelau, rei da Capadócia.
Como seu irmão, Tigranes, era descendente da família real da Arménia, genealogistas supõem que sua avó materna era filha de algum rei da Armênia.

## Irmão e descendentes
Seu irmão Tigranes foi rei da Arménia (Tigranes V), mas foi acusado em Roma, e morreu sem filhos. Alexandre teve um filho de nome Tigranes, que foi posto como rei da Arménia por Nero (Tigranes VI).